# Rondeletia ekmanii
Rondeletia ekmanii là một loài thực vật có hoa trong họ Thiến thảo. Loài này được Britton & Standl. miêu tả khoa học đầu tiên năm 1924.